# Eletrobras Eletropar
A Eletrobras Participações, Eletrobras Eletropar ou Eletropar, é uma subsidiária da Eletrobras, responsável pela gestão de participações da Eletrobras em diferentes companhias, especialmente as do setor elétrico.

## História
Em 20 de março de 1981, o Governo do Estado de São Paulo, durante a gestão de Paulo Maluf, constituiu a Eletropaulo, com a finalidade básica de assumir a operação dos sistemas de geração, transmissão e distribuição de energia elétrica, nos municípios de concessão da Light no estado de São Paulo.
Em 26 de março de 1981, foi assinado convênio destinado a estabelecer as condições de operação de compra e venda dos bens, firmado entre a Light e Eletropaulo, com a interveniência do Ministério das Minas e Energia, do Departamento Nacional de Águas e Energia Elétrica (DNAEE) e da Eletrobrás, tendo sido ratificado em 31 de março os termos do Convênio, do Instrumento Particular de Promessa de Compra e Venda entre as duas empresas.
Estima-se que o controle da Light pelo governo paulista tenha custado cerca de US$ 1 bilhão, embora boa parte do pagamento tenha sido feito em debêntures e ações preferenciais da própria Eletropaulo, além de absorção e dívidas e uma parcela em moeda corrente. No acordo estabelecido, a Light se tornou acionista preferencialista da Eletropaulo. A Light detinha 47,6% do capital da concessionária paulista.
No entanto, a Eletropaulo acumulou débitos junto à Light, não tendo repassado integralmente os dividendos no período.
A Eletropar foi criada em 29 de janeiro de 1996 por meio da  Lei n° 9.163/1995, sob a denominação Light Participações (LIGHTPAR), em meio ao processo de desestatização das concessionárias estaduais de energia dos estados de São Paulo e do Rio de Janeiro. Tinha como objeto social principal a participação no capital social da Eletropaulo e de outras sociedades.
Em janeiro de 1996, a Light, subsidiária da Eletrobras, foi dividida em duas companhias: LightRio, com base no Rio de Janeiro, e LightPar, com base em São Paulo. O objetivo era tornar a privatização da porção fluminense mais atrativa, pois esta estaria então livre da obrigação de uma dívida de US$ 1.240 milhões devida pela Eletropaulo. A Light distribuía cerca de 77% da energia elétrica no Estado do Rio de Janeiro.
Em 02 de setembro de 2008, teve seu nome alterado para Eletrobras Participações.
Em 29 de abril de 2025, a Assembleia Geral da Eletrobras aprovou a incorporação da Eletropar pela Eletrobras.

## Privatização da Eletrobras
Em 14 de junho de 2022, foram vendidas 802,1 milhões de ações da Eletrobras, com um preço base de R$ 42, em uma operação que movimentou R$ 33,7 bilhões. Com isso, a participação da União no capital votante da estatal foi reduzida de 68,6% para 40,3%.
Entre os principais acionistas estão o GIC, fundo soberano de Singapura, o veículo de investimentos de fundo de pensão canadense CPPIB e a gestora brasileira 3G Radar, ligada ao 3G Capital.

## Participações societárias
- Eletronet - 100%[11]
- EMAE - Empresa Metropolitana de Águas e Energia - SP - 1,42%[11]
- CTEEP - Companhia de Transmissão de Energia Elétrica Paulista - 0,73%[11]
- EDP - Energias do Brasil - SP - 0,31%[11]
- Taesa - 0,06%[11]